# Здание Черниговской общественной библиотеки
Здание Черниговской общественной библиотеки — памятник истории вновь выявленный в Чернигове. Сейчас большая часть здания не используется, меньшая часть (со стороны Гончей улицы) используется как шиномонтаж.

## История
Приказом Главного управления культуры туризма и охраны культурного наследия Черниговской областной государственной администрации от 07.06.2012 № 141 присвоен статус памятник истории вновь выявленный под охранным № 7660. Здание не имеет собственной «территории памятника» и расположено в «комплексной охранной зоне памятников исторического центра города», согласно правилам застройки и использования территории. На здании не установлена информационная доска.

## Описание
Одноэтажный дом на кирпичном фундаменте, прямоугольный в плане. Здание расположено на углу улиц Преображенская и Гончая, имеет два входа. Фасад асимметричный: 10-оконный фасад со стороны Преображенской, фасад со стороны Гончей ныне частично преобразован. Дом был обозначен на плане Чернигова 1805 года — южнее от набережной Николаевской церкви 19 века.
Дом был построен в XVIII веке для парафияльной школы, в 1895 году в здании разместилась общественная библиотека.
Черниговская общественная библиотека была основана в 1877 году по инициативе прогрессивной интеллигенции города. Её фонды в начале XX века достигли 5 тысяч экземпляров (без учёта журналов). Библиотека активно пропагандировала произведения писателей-демократов. В одном из жандармских доносов за 1905 год указывалось, что «газеты и журналы для библиотеки подписываются исключительного левого направления», и по этому библиотека служит «явочной квартирой для преступных организаций». В январе 1905 года в библиотеке проходили антиправительственные сборы, в которых принимал участие Михаил Коцюбинский. В правление библиотеки входили Михаил Михайлович Коцюбинский, Вера Устиновна Коцюбинская, Николай Кондратьевич Вороной, Николай Александрович Черлюнчакевич. В 1905 году, в связи с тем, что была обнаружена нелегальная литература, библиотека была закрыта. Через некоторое время была вновь открыта под названием городской библиотеки. В сентябре 1908 года по распоряжению губернатора была окончательно закрыта. Фонды были переданы в земскую библиотеку, где находились до 1915 года.
После закрытия общественной библиотеки в 1908 году здесь разместился музей архивной комиссии, позже жилой дом. Сейчас большая часть здания не используется, меньшая часть (со стороны Гончей улицы) используется как шиномонтаж.